# Santiago Otegui
Santiago Otegui Ferreira (Punta del Este, 17 gennaio 2003) è un calciatore uruguaiano, difensore del Plaza Colonia.

## Caratteristiche tecniche
È un terzino sinistro.

## Carriera

### Club
È cresciuto nel settore giovanile del Nacional. Nel 2023 è stato acquistato dal Racing Montevideo, con cui ha debuttato a livello professionistico il 25 ottobre nell'incontro di Primera División vinto 2-1 contro il Montevideo Wanderers. Nel 2024 è stato ceduto all'Albion dove ha trascorso una stagione in seconda divisione.
Nel 2025 è stato acqusitato dal Plaza Colonia, neopromosso in prima divisione.

### Nazionale
Ha giocato con la nazionale uruguaiana Under-20.

## Statistiche

### Presenze e reti nei club
Statistiche aggiornate al 8 marzo 2025.
| Stagione        | Squadra           | Campionato      | Campionato | Campionato | Coppe nazionali | Coppe nazionali | Coppe nazionali | Coppe continentali | Coppe continentali | Coppe continentali | Altre coppe | Altre coppe | Altre coppe | Totale | Totale | Totale |
| Stagione        | Squadra           | Comp            | Pres       | Reti       | Comp            | Pres            | Reti            | Comp               | Pres               | Reti               | Comp        | Pres        | Reti        | Pres   | Reti   |        |
| --------------- | ----------------- | --------------- | ---------- | ---------- | --------------- | --------------- | --------------- | ------------------ | ------------------ | ------------------ | ----------- | ----------- | ----------- | ------ | ------ | ------ |
| 2023            | Racing Montevideo | PD              | 4          | 0          | CU              | 1               | 0               | -                  | -                  | -                  | -           | -           | -           | 5      | 0      |        |
| 2024            | Albion            | SD              | 15         | 0          | CU              | 2               | 0               | -                  | -                  | -                  | -           | -           | -           | 17     | 0      |        |
| 2025            | Plaza Colonia     | PD              | 1          | 0          | CU              | 0               | 0               | -                  | -                  | -                  | -           | -           | -           | 1      | 0      |        |
| Totale carriera | Totale carriera   | Totale carriera | 20         | 0          |                 | 3               | 0               |                    | -                  | -                  |             | -           | -           | 23     | 0      |        |